# ديريك ستارك (لاعب اتحاد الرغبي)
ديريك ستارك (بالإنجليزية: Derek Stark)‏ هو لاعب اتحاد الرغبي بريطاني، ولد في 13 أبريل 1966 في كيلمارنوك ‏ في المملكة المتحدة.